# Isaurus tuberculatus
Isaurus tuberculatus är en korallart som beskrevs av Gray 1828. Isaurus tuberculatus ingår i släktet Isaurus och familjen Zoanthidae. Inga underarter finns listade i Catalogue of Life.